# Hoplacephala crosskeyi
Hoplacephala crosskeyi är en tvåvingeart som beskrevs av Zumpt 1965. Hoplacephala crosskeyi ingår i släktet Hoplacephala och familjen köttflugor.
Artens utbredningsområde är Uganda. Inga underarter finns listade i Catalogue of Life.